# Anomobryum steerei
Anomobryum steerei är en bladmossart som beskrevs av Arthur Jonathan Shaw 1987. Anomobryum steerei ingår i släktet Anomobryum och familjen Bryaceae. Inga underarter finns listade i Catalogue of Life.